# Brimbale
Pour les articles homonymes, voir Brimbale (pêche sur glace).
Une brimbale (ou bringuebale) désigne un outil utilisé sur les bateaux, consistant le plus souvent en une tige servant de levier.
Suivant le type de bateau ou de situation une brimbale désignera :
- le levier actionnant une pompe à main, par exemple une pompe d'assèchement ;
- un des bras d'un guindeau sur les grands voiliers, quand ils étaient encore actionnés par les marins qui poussaient sur ces bras ;
- le levier utilisé par les accoreurs sur un navire roulier pour tendre les chaînes fixant les remorques.

## Autres désignations

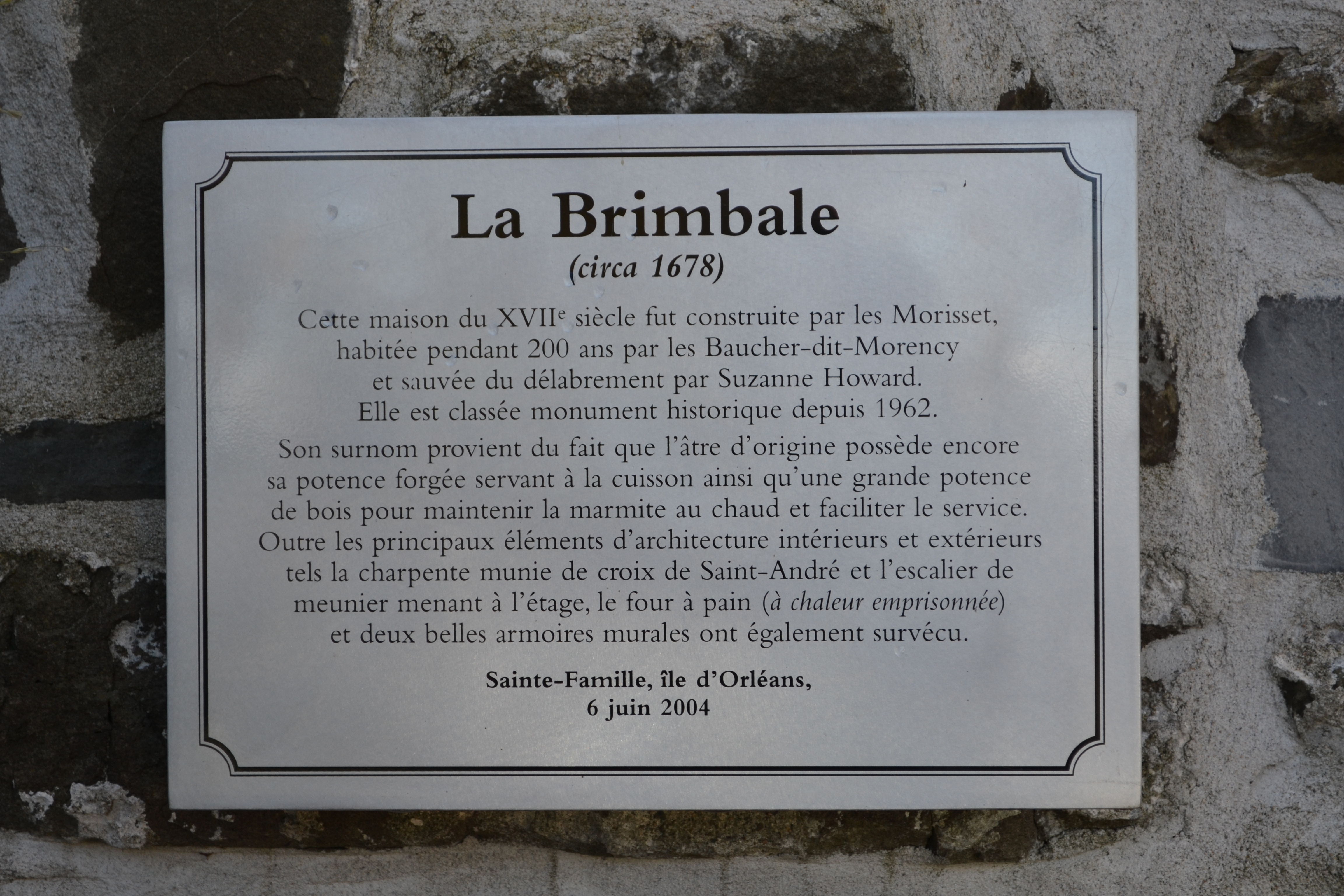
Plaque commémorative sur le mur est de la maison Morisset.

Une brimbale peut aussi désigner une potence en fer ou en bois à laquelle on accroche un récipient pour cueillir l'eau d'un puits de surface ou une crémaillère qui peut servir principalement à cuisiner, réchauffer ou servir les aliments. La maison Morisset tire d'ailleurs son surnom La Brimbale parce que son âtre d'origine possède encore aujourd'hui une potence de fer pour la cuisson et une de bois pour réchauffer les aliments ou encore le service. Ce surnom officiel fut donné par Suzanne Howard, la propriétaire qui a sauvé la maison Morisset de la ruine.